# Remparts médiévaux au Maroc
 (mai 2017).
- Si vous ne connaissez pas le sujet, laissez ce bandeau (vous pouvez alors contacter les auteurs).
- Si vous supprimez le contenu mis en cause (vous pouvez préalablement contacter les auteurs),

argumentez précisément cette suppression dans la page de discussion
(un manque de référence n'est pas un argument ; une recherche réelle de référence doit avoir été effectuée, être formellement documentée).
Les remparts datant de l'époque médiévale au Maroc sont très répandus. Le pays est l'une des plus vieilles monarchies encore existantes dans le monde, elle doit son salut à ses fortifications imposantes pour faire face aux nations voisines[réf. nécessaire]. La présence attestée de remparts remonte à l'ère des Rois amazighs de Maurétanie. Plus tard, parmi les premiers remparts médiévaux édifiés on note ceux construits dans la ville de Fèz au IXe siècle alors récemment devenue capitale des Idrissides.  
Fèz sera la première ville impériale marocaine, d'autres villes royales seront construites par différentes dynasties qui se succéderont et qui donneront au Maroc un important patrimoine architectural défensif.

## Remparts de Fèz
La fondation de la ville de Fèz remonte au VIIIe siècle, quand Idriss Ier édifie la ville de « Madinat Fas » sur la rive orientale d'un cours d'eau, l'oued al-Jawahir. En 808-809, Idriss II édifie sur la rive occidentale de l'oued al-Jawahir une seconde cité qu'il appelle « Fas al-Alya ». Les deux cités, séparées par l'oued, se voient fortifiées par ce dernier par deux enceintes percées de 6 portes chacune. En 1069 le sultan AlmoravideYoussef Ibn Tachfine prendra la ville et détruira les remparts qui séparent les deux villes voisines. Elles resteront unifiées sous le nom de Fez. De ces deux enceintes primitives il ne subsiste pratiquement aucune trace[réf. souhaitée].
Au XII siecle, la ville de Fès résiste à la conquête almohade et n'est conquise par ces derniers qu'au terme d'un siège et à la suite d'une inondation provoquée par l'obstruction de l'oued al-Jawahir, commandée par Abd al-Mumin. Ce dernier, à son entrée dans la ville, décide de détruire la casbah de Boujloud et d'abattre la majeure partie des remparts en déclarant :
« Je n'ai pas besoin, moi, d'être défendu par des murs ; mes remparts ce sont mon épée et ma justice. »
Après la mort du Sultan Abd Al Mumin, ses successeurs construiront de nouveaux remparts autour de la ville, le tracé des remparts Almohades représente la base du tracé actuel de Fèz.
Au XVIe siècle les Merinides seront considérés comme les bâtisseurs de la ville, ils construiront des médersas et une nouvelle cité nommée Fèz Al Jadid à proximité d'un nouveau palais royal édifié lui aussi à cette époque, ce dernier est le palais où réside encore aujourd'hui l'actuel roi du Maroc. On assiste à plusieurs restaurations des remparts almohades tout le long de leurs règnes.
Au début du XVIe siècle les Saadiens ont difficilement conquis Fèz. On assiste à la construction de nouvelles fortifications que sont les bastions et les borjs Nord et Sud, ces fortifications ont autant comme rôle de défendre la ville des attaques extérieures que de constituer un instrument de menace envers les habitants, dont les Saadiens se méfient en permanence, il leur fallait unifier tout le Maroc pour faire face aux nations voisines qui convoitaient certaines de leurs terres.
Sous le règne des Alaouites plusieurs enceintes et installations défensives sont adjointes aux fortifications de Fès. Le sultan Rachid Ier bâtit un nouveau fort au nord de Fèz dans le but d'accueillir les contingents censés défendre la ville. L'un des plus importants est la Kasbah Cherarda de plan proche du carré, le fort est protégé par une enceinte fortifiée de tours et d'un chemin de ronde. Les Alaouites vont relier plusieurs fortification entre elles et ainsi rendre la ville plus facile à défendre.

## Remparts de Taroudant
Très peu d'information nous parviennent de cette ville oubliée, à cause sans doute de son passé de ville rebelle en constante confrontation avec les différentes dynasties gouvernant le Maroc.
Au XIe siècle sous le règne de Youssef Ibn Tachfine l'Almoravide, la ville devient une base militaire. Elle est fortifiée par la construction de remparts qui évoluent ensuite sous les différents règnes qui ont marqué l’histoire de la ville,.
Au XIIe siècle avec la capitulation de Taroudant[pourquoi ?], toutes les tribus du Souss se soumirent aux Almohades, la ville connaît un renouveau politique et économique, ainsi qu'une certaine indépendance par apport au reste des villes du Maroc.